# Crepidospermum multijugum
Crepidospermum multijugum är en tvåhjärtbladig växtart som beskrevs av Swart. Crepidospermum multijugum ingår i släktet Crepidospermum och familjen Burseraceae. Inga underarter finns listade i Catalogue of Life.